# デラウェア州の歴史

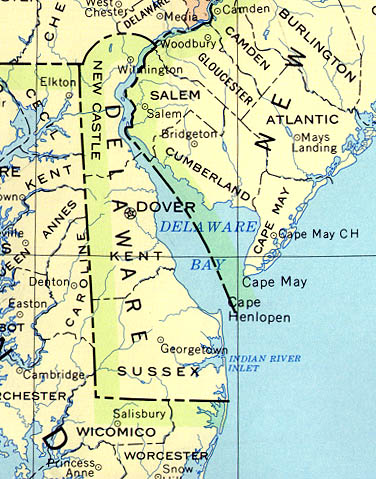
デラウェア州

デラウェア州の歴史（英:History of Delaware）では、主に北アメリカ、現在のアメリカ合衆国デラウェア州にヨーロッパ人が到来してからの歴史を扱う。デラウェア州は全米でも2番目に小さな州であり、アメリカ合衆国建国当初からその中心部にありながら、外部から見ると他の州とは孤立したように思われ、また見落とされがちである。
デラウェアは1680年の設立時から3つの郡によって構成されており、その後にウィリアム・ペンの統治時代が続いた。3郡はそれぞれ固有の開拓史があり、その住人は植民地や州よりもその郡単位でより密接に同一化する傾向があった。デラウェアの南部と西部の大半は1767年までメリーランドの一部と考えられており、またデラウェア全体がフィラデルフィア市という巨大な存在の陰にあったと言ってもよい。

## インディアン部族
デラウェアにヨーロッパ人が入ってくる以前は、レナペ族、サスケハナ族、ナンチコーク族などのインディアン部族がウィグワムやロングハウスに住み、農耕と狩猟を営んでいた。「レナペ族」はヨーロッパ人から「デラウェア族」と呼ばれるようになった。
この州のもともとの住民であったレナペ族（デラウェア族）は、19世紀には完全に他州へ強制移住させられ、公式な「インディアン部族」としてアメリカ連邦政府が承認している部族はない。
「ナンチコーク族」は19世紀には完全絶滅したと白人に思われていたが、20世紀初頭に奥地森林地帯に健在であることが分かり、人類学会を驚かせた。
現在、「ナンチコーク族」のみが、州政府から部族認定されている唯一のインディアン部族である。現在、より強い自治権と保留地（Reservation）を保証される連邦承認を要求中である。

## オランダとスウェーデンの植民地
デラウェア川流域は、1497年のジョン・カボットやその後のジョン・スミスなどの探検を元にイギリスが所有権を主張していた。デラウェアという名前は1610年から1618年までのバージニア植民地総督、第3代ディ・ラ・ワーレ男爵トマス・ウエストに因んで名付けられた。当時、この地域はバージニア植民地の一部と考えられていた。
しかし、オランダも1609年のヘンリー・ハドソンによる探検を元に所有権を主張しており、オランダ西インド会社の庇護の下に実際に土地を占領したことでは最初のヨーロッパ人となった。1624年には「ホーエ・アイラント」（高い島）に交易基地を設立した。これは現在ではバーリントン島と呼ばれ、ニュージャージー州バーリントンの対岸にある。1626年、現在のグロースター市にナッソー砦、およびルイス市にツヴァーネンデールを設立した。この時期のニューネーデルラント支配人はピーター・ミヌイットであり、おそらくバーリントン島に住んだことがあり、地域のことを知悉していた。
ミヌイットはオランダ西インド会社の支配人と不和になり、ニューネーデルラントに呼び戻された。ミヌイットは直ぐに、当時のヨーロッパでは強国であったスウェーデンの多くの友人に奉仕が可能であることを伝えた。スウェーデンはニュースウェーデン会社を設立し、多くの交渉の後で、1638年にスウェーデンの旗を掲げてデラウェア川に入った。スウェーデンは現在のウィルミントンに交易基地クリスチーナ砦を造った。ミヌイットはデラウェア川の西岸の所有権を主張し、そこにはヨーロッパ人による開拓地がないと宣言した。オランダ西インド会社とは異なり、スウェーデンは実際に開拓者を連れてきて植民地を始める意図があった。
ミヌイットはその年、故郷へ帰る途中でハリケーンに遭って死んだが、スウェーデンの植民地は徐々に成長を始めた。1644年までにスウェーデン人とフィンランド人開拓者がクリスチーナ砦からスクーカル川までのデラウェア川両岸に住んでいた。ニュースウェーデンでも良く知られた知事、ヨハン・ビョルンソン・プリンツは現在のペンシルベニア州ティニカムに居を移し、開拓者をそこに集中させようと考えた。
オランダはツヴァーネンデールの開拓地がインディアンとの戦争で破壊されたが、その地域の領有権を諦めることはなく、1651年、ピーター・ストイフェサントの指導でカシミア砦を現在のニューキャッスルに建設した。3年後の1654年スウェーデンの知事ヨハン・ライジングがオランダからカシミア砦を奪った。スウェーデンにとって、このことは最悪の計算違いに繋がった。翌1655年夏、怒ったストイフェサントがデラウェア川に再度遠征隊を送り、スウェーデンの地域社会を攻撃し、ニュースウェーデン植民地を終わらせた。この地域全体がニューネーデルラント植民地の下に戻った。

## イギリス植民地
しかし間もなくオランダも、以前の領有権主張に拘るイギリスによって追い出される運命にあった。1664年、イギリスは国王チャールズ2世の弟ヨーク公ジェームズが遠征隊を派遣し、容易にオランダをデラウェアとハドソン川地域から駆逐した。ヨーク公は全地域の領主となった。
しかし、メリーランド植民地の領主第2代ボルチモア男爵セシリウス・カルバートも、現在のデラウェア全土を含むデラウェア湾西岸の土地を特許されていたので、所有権を主張した。この主張はチャールズ2世の意志を尊重して強要はされなかった。チャールズ2世は、戦いでその地域を勝ち取り、その所有権を正当なものと考えているヨーク公を喜ばせる考えだった。デラウェアはジェームズのニューヨーク植民地の一部としてその管理下に入った。この時点でウィリアム・ペンが勢力圏に入ってきて、「ペンシルベニア」を勅許された。その勅許はニューキャッスルとそこから12マイル (19 km)以内を除外していた。それにも拘わらずペンはその新しい領地から海への出口を欲しがり、ジェームズを説得してデラウェア湾西岸全体を借り受けた。1682年、ペンはペンシルベニア植民地の勅許状と、後に「デラウェアの下流郡」と呼ばれることになる土地の借用証を持ってニューキャッスルに到着した。
ペンはジェームズの所有権主張を引き継いだので、ペン家とボルチモア家の間の訴訟もその子孫まで引き継がれ、ロンドンの高等衡平法裁判所で100年間も争われた。この法廷闘争は1763年から1767年にチャールズ・メイソンとジェレマイア・ディクソンによって行われた測量に基づいて和解された。この時に引かれたのが有名になったメイソン＝ディクソン線である。この問題の最終的な裁決はアメリカ独立戦争前夜のこととなり、下流郡の領主と王党派植民地政府の間の密接な政治的結びつきの主要原因となった。
ペンによる「1682年の政府の枠組み」では、その領地全体の各郡から平等な代表を出させて合同議会を構成し、下流郡とチェスター、フィラデルフィアおよびバックスの上流郡双方の合意で立法を行うよう求めた。議会の場所はフィラデルフィアとニューキャッスル交互に開かれることとした。しかし、フィラデルフィアが成長を始めるとその指導者達はニューキャッスルまで行かなければならないことに不満を抱き、人口の少ない下流郡の代表の合意を得て、1704年、議会を分けることになった。下流郡は一人の知事を共有し続けたが、ペンシルベニア植民地は下流郡を併合することはなかった。
メイソン＝ディクソン線は現在メリーランド州とデラウェア州の州境となっている。またトランスペニンシュラ線とも呼ばれている。ペンシルベニア州とデラウェア州との州境は17世紀にニューキャッスルに含まれる地域を明確に線引きするために使われた円弧、通称12マイル円が使われている。メイソン＝ディクソン線と12マイル円の接合部に残された小さな「ウェッジ」（くさび）とよばれる地域を巡って、ペンシルベニア州とデラウェア州の間の論争は1921年まで引き摺った。

## アメリカ独立戦争
デラウェアの下流郡は、大西洋岸中央部の他の植民地と同様にイギリスに対して事を構えることに当初はあまり乗り気でなかった。市民は領主政府と良い関係にあり、植民地議会は他の植民地よりも多くの自治を認められていた。それにも拘わらず、イギリスの議会の勝手気ままと思われるやり方には強い反対の声が上がり、デラウェアの1つの政体としての存在そのものは、その強力な隣国、特にペンシルベニア植民地と歩調を合わせることにあるということが、共通に理解されていた。
ニューキャッスルの弁護士トマス・マッキーンは強い口調で印紙法を糾弾し、ケント郡生まれのジョン・ディキンソンは「革命の文士」になった。独立宣言が予測されていたときに、パトリオットの指導者マッキーンとシーザー・ロドニーは、1776年6月15日、植民地議会を説得してイギリスとペンシルベニア植民地の支配からの離別を宣言させたが、デラウェアの多数意見を最も良く代表する者であったジョージ・リードは独立宣言の投票の場に行くことができなかった。シーザー・ロドニーが夜を徹して馬で駆け付け、独立に対するデラウェアの票を投ずることができた。独立宣言が採択された後でリードはそれに署名した。
独立戦争の開始後、デラウェアの3郡は「デラウェア・ステイト」を名告り、1776年に最初の憲法を採択した。最初の知事は「プレジデント」という肩書きだった。
デラウェアは当初ジョン・ハスレットを指揮官として大陸軍に連隊を送った。その連隊は「デラウェア・ブルース」とか「ブルー・ヘン・チキンズ」と呼ばれた。1777年8月、イギリス軍の総司令官ウィリアム・ハウはフィラデルフィア方面作戦の途上でデラウェアを通過した。デラウェアであった唯一の戦闘は9月3日にニューキャッスル郡クーチの橋で戦われたものである。この時の大陸軍は初めて星条旗を掲げていたと信じられている。
ハウは9月11日にブランディワインの戦いで大陸軍を破り、ウィルミントンを占領し、デラウェアの知事ジョン・マッキンリーを逮捕した。9月26日には13植民地の首都とされていたフィラデルフィアを落とした。イギリス軍は戦争の残り期間の大半をデラウェア川を支配したままであり、商業を妨害し、特にサセックス郡にいる積極的な王党派の市民の活動を奨励した。デラウェア知事シーザー・ロドニーが繰り返し軍事行動に訴えて王党派を抑えていた。

## デラウェア州
アメリカ合衆国の独立後、デラウェアの政治家は強い中央政府に反対する側の中心的立場となり、議会には各州が同数の代表を送ることを主張した。コネチカット妥協案が成立し、上院と下院が創出されることになり、デラウェアの指導層は容易にアメリカ合衆国憲法の批准を取ることができた。1787年12月7日に批准したが、13州で最初であり、First Stateの異名をもつ。
1813年、アメリカでも最古の黒人教会がデラウェアで承認され、元奴隷のピーター・スペンサーが創立したのでスペンサー教会あるいはアフリカ人の統一教会と呼ばれた。これは現在のA.U.M.P.教会である。1814年に始まったビッグ・オーガスト・クォータリーは現在でも祝われており、アメリカでも最古の文化的祭りとなっている。
デラウェア州政府は正式に奴隷制を廃止することは無かった。しかし、州内の奴隷所有者の大半は自発的にその奴隷を解放した。
南北戦争のとき、デラウェア州は奴隷制の残る州であったが、1861年1月3日、投票でアメリカ合衆国から脱退しないことを決めた。デラウェア州は憲法を最初に批准した州であったので、当時の知事は脱退するとしても最後になるべきと考えた。デラウェアの市民はリンカーン大統領の要請に応えて州の連隊に参加したが、南軍のメリーランドやバージニア連隊の中のデラウェア中隊に加わった者もいた。
しかし、南北戦争の終わる2ヶ月前の1865年2月18日、デラウェア州はアメリカ合衆国憲法修正第13条（奴隷制の廃止）の批准投票で批准しないことを決め、南北戦争後も奴隷制を続けるという案も否決した。デラウェア州はリンカーンの奴隷解放宣言から40年近く経った1901年2月12日、修正第13条を形式的に批准した。デラウェア州の奴隷制は修正第13条の批准が成立した1865年12月に廃止された。デラウェア州はレコンストラクションの時代に修正第14条の批准も拒否した。
19世紀末にタックス・ヘイヴンになった。

### 人口の推移 （1790年-1840年）
| 統計年 |  | ニューキャッスル郡 人口（人） | 構成比 |  | ケント郡 人口（人） | 構成比 |  | サセックス郡 人口（人） | 構成比 |  | デラウェア計 |
| ------ |  | ----------------------------- | ------ |  | ------------------- | ------ |  | ----------------------- | ------ |  | ------------ |
| 1790年 |  | 19,688                        | 33%    |  | 18,920              | 32%    |  | 20,488                  | 35%    |  | 59,096       |
| 1800年 |  | 25,361                        | 39%    |  | 19,554              | 30%    |  | 19,358                  | 30%    |  | 64,273       |
| 1810年 |  | 24,429                        | 34%    |  | 20,495              | 28%    |  | 27,750                  | 38%    |  | 72,674       |
| 1820年 |  | 27,899                        | 38%    |  | 20,793              | 29%    |  | 24,057                  | 33%    |  | 72,749       |
| 1830年 |  | 29,720                        | 39%    |  | 19,913              | 26%    |  | 27,115                  | 35%    |  | 76,748       |
| 1840年 |  | 33,120                        | 42%    |  | 19,872              | 25%    |  | 25,093                  | 32%    |  | 78,085       |